# Michael McDowell (polityk)
Michael McDowell, irl. Mícheál Mac Dubhghaill (ur. 29 maja 1951 w Dublinie) – irlandzki polityk i prawnik, parlamentarzysta krajowy, w latach 2002–2007 minister sprawiedliwości, od 2006 do 2007 tánaiste oraz lider Progresywnych Demokratów.

## Życiorys
Absolwent szkoły jezuickiej Gonzaga College, ukończył następnie studia prawnicze na University College Dublin, gdzie był związany z UCD Law Society. Później kształcił się w instytucji prawniczej King’s Inns w Dublinie, uzyskując w 1974 uprawnienia barristera. Podjął praktykę zawodową w ramach irlandzkiej palestry.
Początkowo był związany z ugrupowaniem Fine Gael. W grudniu 1985 znalazł się w gronie założycieli Progresywnych Demokratów, powołanych przez Desmonda O'Malleya.
W 1987 po raz pierwszy wybrany do Dáil Éireann. Mandat deputowanego utracił jednak w 1989, odzyskał w kolejnych wyborach w 1992, po czym ponownie w 1997 nie uzyskał reelekcji. W 1999 objął stanowisko prokuratora generalnego, które zajmował do 2002. W wyborach w tym samym roku po raz trzeci wszedł w skład niższej izby irlandzkiego parlamentu. Również w 2002 premier Bertie Ahern powierzył mu stanowisko ministra sprawiedliwości, równouprawnienia i reformy prawa. W 2006 powołany na nowego przewodniczącego Progresywnych Demokratów, w związku z czym został dodatkowo wicepremierem. W 2007 przegrał kolejne wybory parlamentarne. Odszedł w konsekwencji z rządu, a także zrezygnował z kierowania swoim ugrupowaniem.
Po odejściu z polityki powrócił do czynnej praktyki prawniczej (jako Senior Counsel), m.in. reprezentując Irish Recorded Music Association. Zajął się również działalnością akademicką w ramach UCD Sutherland School of Law. W 2016 ponownie wszedł w skład irlandzkiego parlamentu – jako przedstawiciel panelu uniwersyteckiego został wybrany do Seanad Éireann 25. kadencji. Senacką reelekcję na kolejne kadencje uzyskiwał w 2020 i 2025.